# Alessandro di Abonutico
Alessandro di Abonutico (in greco antico: Αλέξανδρος?, Aléxandros; Abonutico, 105 – 170) è stato un mistico e profeta greco antico.

## Biografia
Alessandro, partito da umili inizi, arrivò ad essere titolare di un oracolo e ricchissimo, oltre che il fondatore del culto di Glicone, che raggiunse in breve vasta popolarità nel mondo romano. Lo scrittore suo contemporaneo Luciano di Samosata, che gli dedica un velenoso pamphlet intitolato Alessandro o il falso profeta, affermò, in realtà, che tutto fosse una frode, in quanto il dio Glicone era stato presumibilmente costruito a partire da un burattino.
La narrazione assai vivida della sua carriera data da Luciano potrebbe essere presa come fittizia, ma è, in realtà, confermata da alcune monete degli imperatori Lucio Vero e Marco Aurelio e da una statua di Alessandro, che, come detto da Atenagora di Atene, era situata nel foro di Pario.
Luciano lo descrive come responsabile di aver truffato molte persone e impegnato, attraverso i suoi seguaci, in varie forme di ricatto e proselitismo a fini di lucro: tuttavia, è possibile che l'acredine del Samosatense dovesse essere dovuta all'odio di Alessandro verso gli epicurei, che Luciano aveva ammirato. Se Alessandro era il maestro di frodi e inganno come risulta dal ritratto di Luciano, comunque, non può essere stato troppo diverso da altri oracoli dell'epoca, quando una grande massa di sfruttamenti lucrosi era attuata da alcuni santuari.